# Bröderna Dalton tappar minnet
Bröderna Dalton tappar minnet (L'amnésie des Dalton) är ett Lucky Luke-album från 1991. Det är det 60:e albumet i ordningen, och har nummer 60 i den svenska utgivningen. Det var det första albumet utgivet av Lucky Productions, efter att seriens skapare Morris lämnat förlagsjätten Dargaud, och tillika den första Lucky Luke-serien som inte trycktes i någon serietidning eller veckotidning innan albumpubliceringen. I Sverige var det också det första Lucky Luke-albumet att ges ut av Egmont Kärnan (dåvarande Serieförlaget).

## Handling
Bröderna Dalton tros ha förlorat minnet under ett misslyckat flyktförsök. Då de riskerar att bli benådade om de inte återfår det, ber fängelsedirektören Lucky Luke om hjälp: genom att iscensätta situationer som bröderna är vana vid (bankrån, diligens- och tåg-överfall, etc.) hoppas man att Daltons ska bli sig själva igen och därmed inte undkomma sitt mångåriga fängelsestraff.

## Svensk utgivning
- Morris; Fauche, Xavier; Léturgie, Jean, (översättare: Carin Bartosch) (1991). Bröderna Dalton tappar minnet. Lucky-serien: 60. Malmö: Serieförlaget. Libris 7674618. ISBN 91-7912-380-5
- I Lucky Luke – Den kompletta samlingen ingår albumet i "Lucky Luke 1987-1991". Libris 10302083. ISBN 978-91-7134-437-3